# Casco (Maine)
Casco es un pueblo ubicado en el condado de Cumberland en el estado estadounidense de Maine. En el Censo de 2010 tenía una población de 3.742 habitantes y una densidad poblacional de 38,01 personas por km².

## Geografía
Casco se encuentra ubicado en las coordenadas 43°57′7″N 70°30′48″O / 43.95194, -70.51333. Según la Oficina del Censo de los Estados Unidos, Casco tiene una superficie total de 98.45 km², de la cual 80.92 km² corresponden a tierra firme y (17.8%) 17.53 km² es agua.

## Demografía
Según el censo de 2010, había 3.742 personas residiendo en Casco. La densidad de población era de 38,01 hab./km². De los 3.742 habitantes, Casco estaba compuesto por el 96.95% blancos, el 0.69% eran afroamericanos, el 0.32% eran amerindios, el 0.29% eran asiáticos, el 0% eran isleños del Pacífico, el 0.21% eran de otras razas y el 1.52% pertenecían a dos o más razas. Del total de la población el 1.2% eran hispanos o latinos de cualquier raza.